# PC-BSD Installer
Le système de paquets PBI (Pc-Bsd Installer ou Push-Button Installer) est l'une des caractéristiques principales de la distribution PC-BSD jusqu'à 8.2
Traditionnellement dans les paquets des systèmes d'exploitation open source, les programmes sont dépendants de multiples autres petits programmes (appelés bibliothèques ou à tort librairies) utilisés en commun pour fonctionner. Parfois même, certains programmes ont chacun besoin de versions différentes de la même bibliothèque pour fonctionner. Cela finit par créer un grand tissu de dépendances où le dysfonctionnement d'une seule bibliothèque peut empêcher le fonctionnement de beaucoup de programmes et même rendre le système inutilisable en cas d'erreur (humaine le plus souvent) vraiment critique. Cela peut aussi décourager beaucoup d'utilisateurs d'installer des applications.
Le système de paquets PBI (PC-BSD Installer) est une des réponses à ce problème car il a adopté une approche différente des autres distributions libres dans l'installation de programmes. En effet les PBI sont des auto-installeurs qui contiennent tout le nécessaire à l'installation du programme et ne souffrent par conséquent d'aucun problème de dépendance. De plus, les programmes sont installés dans leur propre répertoire et la désinstallation est aisée grâce au gestionnaire prévu à cet effet. En contrepartie, certaines bibliothèques sont redondantes et les applications occupent donc plus d'espace que dans une distribution libre classique.